# Бекетт-Ридж (Огайо)
Бекетт-Ридж (англ. Beckett Ridge) — переписна місцевість (CDP) в США, в окрузі Батлер штату Огайо. Населення — 9192 особи (2020).

## Географія
Бекетт-Ридж розташований за координатами 39°20′41″ пн. ш. 84°26′17″ зх. д. / 39.34472° пн. ш. 84.43806° зх. д. (39.344804, -84.438042).  За даними Бюро перепису населення США в 2010 році переписна місцевість мала площу 12,44 км², уся площа — суходіл.

## Демографія
Згідно з переписом 2010 року, у переписній місцевості мешкало 9187 осіб у 3530 домогосподарствах у складі 2564 родин. Густота населення становила 739 осіб/км².  Було 3709 помешкань (298/км²).
Расовий склад населення:
| - 81,9 % — білих - 8,7 % — чорних або афроамериканців - 6,6 % — азіатів - 0,2 % — корінних американців - 0,1 % — вихідців з тихоокеанських островів |

До двох чи більше рас належало 1,7 %. Частка іспаномовних становила 3,0 % від усіх жителів.
За віковим діапазоном населення розподілялося таким чином: 26,8 % — особи молодші 18 років, 64,4 % — особи у віці 18—64 років, 8,8 % — особи у віці 65 років та старші. Медіана віку мешканця становила 39,0 року. На 100 осіб жіночої статі у переписній місцевості припадало 96,7 чоловіків;  на 100 жінок у віці від 18 років та старших — 93,1 чоловіків також старших 18 років.
Середній дохід на одне домашнє господарство  становив 118 464 долари США (медіана — 84 529), а середній дохід на одну сім'ю — 141 841 долар (медіана — 109 191). Медіана доходів становила 80 845 доларів для чоловіків та 57 000 доларів для жінок. За межею бідності перебувало 4,5 % осіб, у тому числі 7,7 % дітей у віці до 18 років та 2,7 % осіб у віці 65 років та старших.
Цивільне працевлаштоване населення становило 5079 осіб. Основні галузі зайнятості: освіта, охорона здоров'я та соціальна допомога — 22,2 %, виробництво — 17,3 %, науковці, спеціалісти, менеджери — 12,9 %, фінанси, страхування та нерухомість — 12,1 %.